# یدوابنو (استان وارمی-ماسوری)
یدوابنو (به لاتین: Jedwabno) یک روستا در لهستان است که در گمینا یدوابنو واقع شده‌است. یدوابنو ۱٬۱۲۵ نفر جمعیت دارد.